# 松ノ木
松ノ木（まつのき）は、東京都杉並区の町名。現行行政地名は松ノ木一丁目から三丁目。住居表示実施済み区域である。

## 地理
杉並区のほぼ中央に位置する。北部は五日市街道を境に杉並区梅里に接する。西部は杉並区成田東に接する。南部は和田堀公園で杉並区大宮に接する。東部は杉並区堀ノ内に接している。主に住宅地として利用される。また、一丁目と二丁目に沿って善福寺川が流れている。

### 河川
- 善福寺川

### 地価
住宅地の地価は、2025年（令和7年）1月1日の公示地価によれば、松ノ木3-11-3の地点で58万1000円/m2となっている。

## 世帯数と人口
2025年（令和7年）3月1日現在（杉並区発表）の世帯数と人口は以下の通りである。
| 丁目         | 世帯数    | 人口    |
| ------------ | --------- | ------- |
| 松ノ木一丁目 | 1,025世帯 | 1,917人 |
| 松ノ木二丁目 | 1,503世帯 | 2,763人 |
| 松ノ木三丁目 | 1,955世帯 | 3,095人 |
| 計           | 4,483世帯 | 7,775人 |

### 人口の変遷
国勢調査による人口の推移。
| 年                 | 人口  |
| ------------------ | ----- |
| 1995年（平成7年）  | 8,275 |
| 2000年（平成12年） | 7,863 |
| 2005年（平成17年） | 7,644 |
| 2010年（平成22年） | 7,758 |
| 2015年（平成27年） | 7,698 |
| 2020年（令和2年）  | 7,616 |

### 世帯数の変遷
国勢調査による世帯数の推移。
| 年                 | 世帯数 |
| ------------------ | ------ |
| 1995年（平成7年）  | 3,884  |
| 2000年（平成12年） | 3,874  |
| 2005年（平成17年） | 3,997  |
| 2010年（平成22年） | 4,190  |
| 2015年（平成27年） | 4,147  |
| 2020年（令和2年）  | 4,288  |

## 学区
区立小・中学校に通う場合、学区は以下の通りとなる（2016年1月時点）。
| 丁目         | 番地             | 小学校               | 中学校               |
| ------------ | ---------------- | -------------------- | -------------------- |
| 松ノ木一丁目 | 全域             | 杉並区立松ノ木小学校 | 杉並区立松ノ木中学校 |
| 松ノ木二丁目 | 8～24番 38～41番 | 杉並区立松ノ木小学校 | 杉並区立松ノ木中学校 |
| 松ノ木二丁目 | 1〜7番 25〜37番  | 杉並区立堀之内小学校 | 杉並区立松ノ木中学校 |
| 松ノ木三丁目 | 全域             | 杉並区立堀之内小学校 | 杉並区立松ノ木中学校 |

## 交通

### 鉄道
| 近隣の街区の駅                        |
| ------------------------------------- |
| 東京メトロ丸ノ内線 - 新高円寺駅(M 03) |

町域内に鉄道駅はないが東京メトロ丸ノ内線・新高円寺駅が主に北部（三丁目） では利用される。しかし南部（一丁目）や中部（二丁目）は駅から離れ、町域内を通るバスの便を利用をしないと不便なことが多い。

### バス
- 関東バス五日市街道営業所が存在。近隣の路線を運行している。
- 京王バス永福町営業所が存在。近隣の路線を運行している。

## 事業所
2021年（令和3年）現在の経済センサス調査による事業所数と従業員数は以下の通りである。
| 丁目         | 事業所数  | 従業員数 |
| ------------ | --------- | -------- |
| 松ノ木一丁目 | 37事業所  | 251人    |
| 松ノ木二丁目 | 64事業所  | 352人    |
| 松ノ木三丁目 | 57事業所  | 233人    |
| 計           | 158事業所 | 836人    |

### 事業者数の変遷
経済センサスによる事業所数の推移。
| 年                 | 事業者数 |
| ------------------ | -------- |
| 2016年（平成28年） | 145      |
| 2021年（令和3年）  | 158      |

### 従業員数の変遷
経済センサスによる従業員数の推移。
| 年                 | 従業員数 |
| ------------------ | -------- |
| 2016年（平成28年） | 654      |
| 2021年（令和3年）  | 836      |

## 施設
- 杉並区立松ノ木中学校
- 杉並区立松ノ木小学校
- 松ノ木保育園
- 杉並区松ノ木運動場
  - 松ノ木運動場庭球場
- 松ノ木地域安全センター
- 区立ゆうゆう堀之内松ノ木館
- 大法寺
- 信光寺

## その他

### 日本郵便
- 郵便番号 : 166-0014[3]（集配局 : 杉並郵便局[15]）。